# Dorsum Thera
Il Dorsum Thera è una catena di creste lunari designata con questo nome nel 1976; "Thera" è un nome femminile greco. Si trova nel Mare Imbrium e ha una lunghezza di circa 7 km.